# مسیح بن یوسف
مسیح بن یوسف (عبری: משיח בן יוסף) یا مسیح بن/بار افرائیم (عبری: משיח בר/בן אפרים) شخصی است از قبیله افرائیم پسر یوسف که در فرجام‌شناسی یهودی نقش دارد. سنت یهودی به چهار مسیح اشاره می‌کند که هر یک در عصر مسیحایی نقش دارند. این افراد در تلمود و در کتاب زکریا نام برده شده‌اند. رشی در تفسیر خود بر تلمود توضیحات بیشتری میدهد. رشی میگوید که مسیح بن یوسف یک پیشه ور خواهد بود زیرا او معبد را بازسازی خواهد کرد. الیاس آغازگر عصر مسیحایی است، مسیح بن یوسف با نیروهای شیطانی وارد جنگ شده و در جنگ با دشمنان خدا و اسراییل کشته می‌شود. بر اساس نوشته سعدیا گائون نیاز به ظاهر شدن مسیح بن یوسف بستگی به وضعیت قوم یهود دارد. در سفر زروبابل نوشته شده‌است که بعد از مرگ او اسراییل مشکلات زیادی خواهد داشت. خدا سپس مردگان را زنده خواهد کرد و عصر مسیحایی با صلح جهانی آغاز خواهد شد. در بین این زمان مسیح بن داوود به عنوان پادشاه یهودیان حکمرانی خواهد کرد.

## مکاشفهجبرئیل
مکاشفه جبرئیل سنگنوشته ای است که به زبان عبری نوشته شده و بخشی از آن نابود شده‌است. متن آن از مسیحی از قبیله افرائیم صحبت می‌کند که نیروهای شیطانی را در سه روز شکست میدهد. بقیه متن در مورد شاهزاده شاهزادگانی که رهبر اسراییل است و توسط شاه شیطانی ای کشته می‌شود و به درستی نیز دفن نمی‌شود صحبت کرده‌است. شاه شیطانی سپس به‌طور معجزه آسایی شکست میخورد

## در تلمود
در چندین جای تلمود در مورد مسیح بن یوسف صحبت شده‌است:
- در تلمود اورشلیمی برشوت ۲:۴ یک عرب به یک یهودی میگوید که یک مسیح متولد شده‌است. نام پدر او حزکیا و نام او مناهیم خواهد بود. نام او مسیح بن یوسف ذکر نشده‌است ولی بعضی اعتقاد دارند که این بخش به مسیح بن یوسف اشاره دارد.
- در تلمود بابلی سنهدرین ۹۸ دوباره به مناهیم بن حزکیا اشاره شده‌است. بار دیگر به صورت مشخص به مسیح بن یوسف اشاره نشده ولی بسیاری عقیده دارند که این بخش مرتبط با اوست.
- در تلمود بابلی سوکاه ۵۲ اشاره شده‌است که در بحث بین ربی دوسا بن هارکیناس و یک ربی دیگر در مورد عزاداری برای مسیح بن یوسف صحبت شده‌است. سپس در مورد این صحبت می‌شود که مسیح بن داوود از مرگ مسیح بن یوسف هراسان شده و برای او دعا می‌کند.
- تلمود بابلی سوکاه ۵:۲ بار دیگر به مسیح بن یوسف اشاره می‌کند.
- تلمود بابلی سوکاه ۵۲ به چهار پیشه ور که در عصر مسیحایی نقش دارند اشاره می‌کند آن‌ها عبارتند از :الیاس، مسیح بن داوود، روحانی درستکار و مسیح بن یوسف.

## تارگوم
تارگوم توضیحات شرعی است که ربیها به صورت ساده برای عامه مردم بیان میکردند. تارگوم برای زکریا ۱۲:۱۰ اشاره می‌کند که مسیح بن افرائیم توسط گاگ کشته می‌شود. تارگوم آواز آوازها ۴٫۵ مسیح بن داوود و مسیح بن افرائیم را با موسی و هارون مقایسه می‌کند. در تمامی تارگومها از مسیح بن افرائیم و نه مسیح بن یوسف نام برده شده‌است.

## در کابالا
ابراهیم ابوالعفیا یکی از پیشگامان کابالا بود. او عیسی را به عنوان مسیح بن یوسف و روز ششم و شیطان میشناسد. ابوالعفیا عیسی را با ماه تموز مقایسه می‌کند که در آن گناه گاو طلایی اتفاق افتاد. او خود را به عنوان روز هفتم و مسیح بن داوود میشناسد. او همچنین خود را با فرشته متاترون یکی میداند.

## مورمون
بعضی گروههای مورمون جوزف اسمیت رئیس فرقه خود را مسیح بن یوسف میدانند.